# 리벤저 (애니메이션)
리벤저(REVENGER)는 아지아도가 애니메이션을 맡고 니트로플러스와 쇼치쿠가 제작한 2023년 일본 오리지널 애니메이션 TV 시리즈이다. 일본을 배경으로 한 이 시리즈는 상사에게 배신당한 후 리벤저스로 알려진 암살자와 길을 건너는 쿠리마 라이조라는 사무라이의 이야기를 따르다. 2023년 1월부터 3월까지 방영됐다.

## 전제
쿠리마 라이조는 권력 없는 자들을 대신해 복수를 하는 리벤저스 조직에 소속된 암살자이다. 외부는 잡화점 역할을 하는 매장 '리벤지야'에서 일하고, 표면 아래에는 리벤저스 조직을 숨긴다. 파괴적인 충동을 지닌 의사, 잔인하면서도 순진한 미모와 중성적인 청년, 돈과 술을 사랑하는 도박꾼, 지적인 옻칠 장인 등이 쿠리마의 동료들이다. 다섯 남자는 함께 일하면서 묘한 우정을 쌓기 시작한다.